# Benedetta Cambiagio Frassinello
Benedetta Cambiagio Frassinello, S.B.P. (2. října 1791 Campomorone – 21. března 1858 Ronco Scrivia) byla italská římskokatolická řeholnice, zakladatelka a členka kongregace Benediktinských sester Prozřetelnosti. Katolická církev ji uctívá jako světici.

## Život
Narodila se dne 2. října 1791 v Langascu (současná vesnice Campomorone v metropolitním městě Janov) jako poslední ze šesti dětí Giuseppu Cambiagiovi a Francesce Ghiglione.
Kvůli politickým neshodám se její rodina v roce 1804 usadila v Pavii. V roce 1811 prožila duchovní zážitek, po kterém měla touhu po úplném zasvěcení se Bohu. Podle přání svých rodičů se však 7. února 1816 provdala za farmáře a tesaře Giovanniho Battistu Frassinella v bazilice San Michele Maggiore v Pavii. Spolu s manželem provozovali obchod s ovocem a zeleninou. V roce 1818 se manželé rozhodli žít celibátním životem „jako bratr a sestra“, jelikož oba cítili povolání k řeholnímu životu. Společně přijali a starali se o její sestru Marii, která trpěla rakovinou střev a jejíž manžel ji opustil, až do její smrti o několik let později v červenci 1825.
Její manžel Giovanni Battista vstoupil do kongregace Řádných kleriků ze Somasca a ona vstoupila do kongregace uršulinek v Capriolo poté, co se jí nepodařilo připojit k řádu Klarisek-kapucínek v Janově. V roce 1826 byla nucena odejít kvůli špatnému zdraví a vrátit se do Pavie, ale poté co měla vidění sv. Jeronýma Emilianiho se uzdravila. Jakmile nabyla zdraví se se souhlasem biskupa z Pavie Luigiho Tosiho věnovala výchově a formaci opuštěných dívek. V tomto poslání také spolupracovala se svým manželem se kterým poté, co zahájili společnou práci, složila do rukou biskupa Luigiho Tosiho slib života v cudnosti. V roce 1827 se také zasloužila o zřízení školy v Pavii.
Při práci s dívkami jí také pomáhaly mladé dobrovolnice. Kromě výchovy také dívky učila katechizmus a domácí dovednosti, jako vaření a šití. Její práce byla v té době považována za průkopnickou. Byla však terčem řady pomluv, pročež se roku 1838 rozhodla přenechat své dílo v Pavii místnímu biskupovi a odejít jinam.
Spolu se svým manželem a pěti dalšími společníky se dne 16. července 1838 přestěhovala do Ronco Scrivia v oblasti Janova. Otevřela zde školu pro dívky, podobně jako v Pavii. Dne 28. října 1838 založila ženskou řeholní kongregaci Benediktinských sester Prozřetelnosti. Stanovy nové kongregace, do které poté sama vstoupila, byly inspirovány benediktinským řádem a jejím zvláštním posláním je péče a formace opuštěných dívek. Jí založenou kongregaci, která se rychle rozrůstala, poté vedla.
Zemřela dne 21. března 1858 v Ronco Scrivia. Její ostatky byly uloženy na hřbitově v Ronco Scrivia, avšak dne 7. července 1944, během druhé světové války, utrpěla obec bombardování spojeneckými silami a její ostatky se ztratily.

## Úcta
Dne 6. července 1985 ji papež sv. Jan Pavel II. podepsáním dekretu o jejích hrdinských ctnostech prohlásil za ctihodnou. Dne 3. ledna 1987 byl uznán zázrak na její přímluvu, potřebný pro její blahořečení.
Blahořečena byla 10. května 1987 na Svatopetrském náměstí papežem sv. Janem Pavlem II. Svatořečena byla dne 19. května 2002 na Svatopetrském náměstí papežem sv. Janem Pavlem II.
Její památka je připomínána 21. března. Bývá zobrazována v řeholním oděvu. Je patronkou jí založené kongregace.